# Heterotaxis equitans
A Heterotaxis equitans é uma espécie de orquídea que floresce diversas vezes ao ano, durante o verão e outono, e sempre causa surpresa quando é vista pela primeira vez pois apresenta cores diferentes das geralmente encontradas entre estas plantas. Como sua vegetação é única, quem a viu uma vez nunca esquece. Pode reconhecê-la sempre, mesmo quando sem flores. Apesar de não apresentar flores grandes, desperta grande interesse entre os colecionadores de orquídeas.
Publicação da espécie: Heterotaxis equitans (Schltr.) Ojeda & Carnevali, Novon 15: 580 (2005).

## Etimologia
Do latim equitante, uma referência às folhas equitantes desta espécie. Equitante é um termo botânico que se utiliza para folhas que se sobrepõem junto à base, uma após a outra.

## Sinônimos

### Homotípicos
- Camaridium equitans Schltr., Repert. Spec. Nov. Regni Veg. Beih. 7: 176 (1920).

Marsupiaria equitans (Schltr.) Hoehne, Arq. Bot. Estado São Paulo, n.s., f.m., 2: 71 (1947).
Maxillaria equitans (Schltr.) Garay, Bot. Mus. Leafl. 18: 208 (1958).

### Heterotípicos
- Camaridium vandiforme Schltr., Beih. Bot. Centralbl. 42(2): 137 (1925).

Maxillaria vandiformis (Schltr.) C.Schweinf., Bot. Mus. Leafl. 11: 291 (1945).
Marsupiaria vandiformis (Schltr.) Hoehne, Arq. Bot. Estado São Paulo, n.s., f.m., 2: 71 (1947).
- Maxillaria matogrossensis Brade, Arq. Serv. Florest. 1(1): 46 (1939).

Marsupiaria matogrossensis (Brade) Hoehne, Arq. Bot. Estado São Paulo, n.s., f.m., 2: 71 (1947).

## Distribuição
- Brasil: MT, AM.
- América do Sul: Venezuela, Colombia, Equador, Peru.

Nota: O mapa de dispersão apresentado aqui reflete apenas os registros oficiais dos herbários do Brasil entretanto esta espécie pode existir em outros estados da Planície Amazônica desde que esta não apresenta barreiras climáticas ou geográficas importantes.

## Habitat e hábito

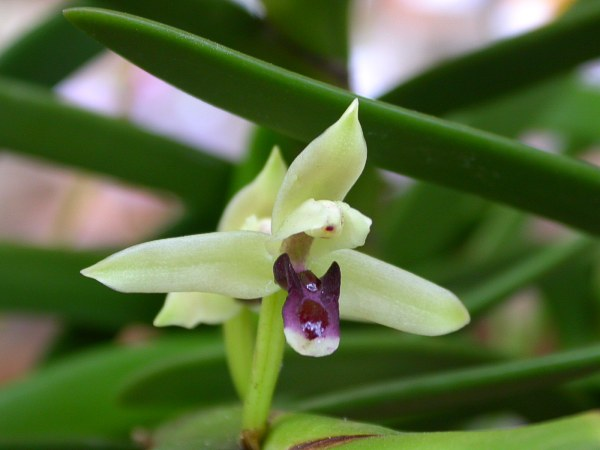
Heterotaxis equitans - flor.

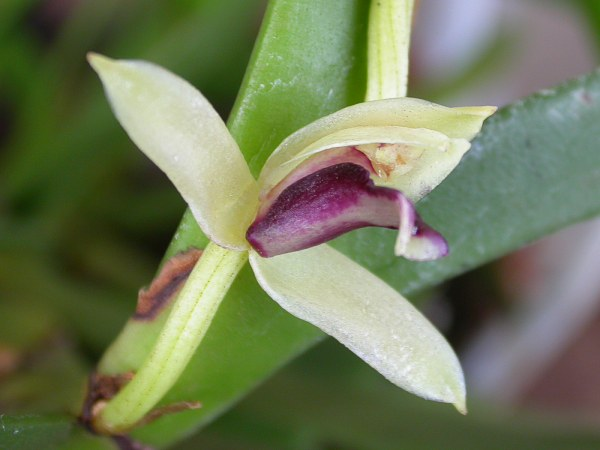
Heterotaxis equitans - vista inferior da flor.

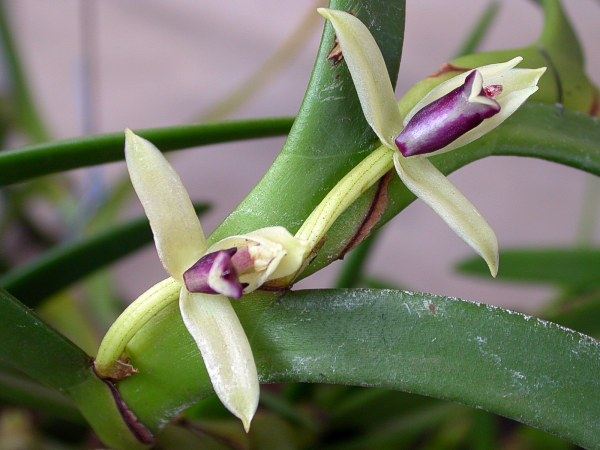
Heterotaxis equitans - inflorescência.

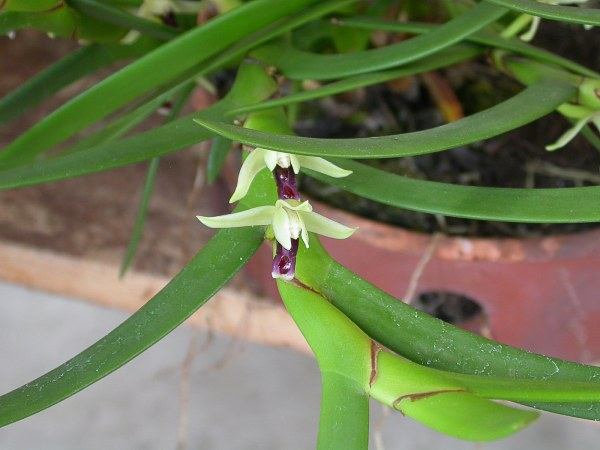
Heterotaxis equitans - morfologia da planta.

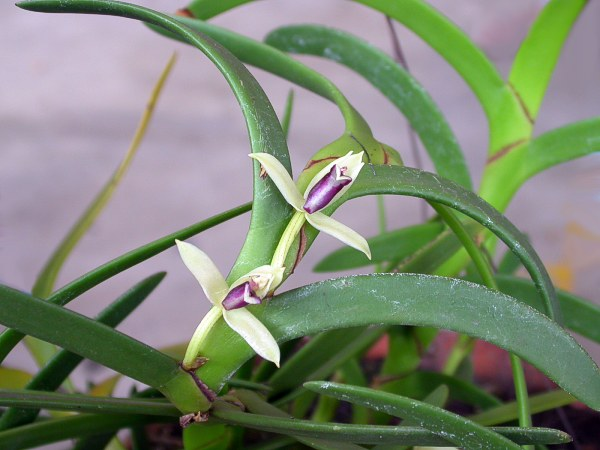
Heterotaxis equitans - morfologia da planta onde se podem ver as folhas equitantes.

É planta epífita de porte médio e crescimento monopodial cespitoso, comumente crescendo sobre o cajazeiros da Floresta Amazônica, às margens dos igarapés.

## Descrição
Seu rizoma é nodular, com pouca quantidade de raízes emergindo apenas da base dos caules e rizoma. Não apresenta pseudobulbos, aqui substituídos por caules multifoliados ascendentes vandiformes, inicialmente eretos, mais tarde pendentes, os quais ocasionalmente bifurcam.
As folhas são chatas, alternantes, articuladas na base, coriáceas, rígidas, muito duradouras, medindo até 30 cm de comprimento por 2 cm de largura.
As inflorescências são solitárias, eretas ou levemente arqueadas, emergem da base das articulações foliares em pouca quantidade, medem até 4 cm de comprimento. As flores têm as sépalas e pétalas variando desde branco até amarelo pálido e labelo roxo escuro.
A sépala dorsal fica tombada sobre a coluna medindo até 1,5 cm de comprimento por 0,5 cm de largura. As sépalas laterais são do mesmo tamanho da dorsal mas abrem-se bastante dando à flor um aspécto triangular. As pétalas, acompanham a coluna lateralmente, são levemente menores que as sépalas.
O labelo mede até 1,4 cm de comprimento por 0,4 cm de largura, é levemente trilobado com uma calosidade longitudinal mediana até quase o final da linha dos lobos laterais, roxa brilhante e outra próxima da extremidade. Os lobos laterais são erguidos e o lobo distal obscuramente quadrangular quando distendido. A coluna, de tonalidade branca, mede 0,8 cm de comprimento (incluída a antera), abriga quatro políneas ovóides.

## Histórico
Originalmente descrita por Schlechter, em 1920, com o nome de Camaridium equitans, em 1958 foi transferida por Garay para o gênero Maxillaria, recebendo então o nome Maxillaria equitans, pelo qual ainda é amplamente conhecida dos colecionadores de orquídeas, entretanto, a taxonomia moderna recomenda sua classificação no gênero Heterotaxis.

## Cultivo
Varia conforme as condições do local onde está sendo cultivada. Recomenda-se perguntar a orquidófilos que tenham êxito cultivando esta espécie em local próximo ou que reproduzam as mesmas condições presentes em sua estufa ou orquidário.